# Нурбагандов Нурбаганд Магомедович
Нурбаганд Магомедович Нурбагандов (нар. 19 березня 1957, с. Урахі, Сергокалинський район, Дагестанська АРСР, Російська РФСР, СРСР) — російський політик. Депутат Державної Думи Російської Федерації.
Через підтримку російського вторгнення в Україну перебуває під міжнародними санкціями Євросоюзу, США, Великої Британії та ряду інших країн.[⇨]

## Життєпис
Народився 19 березня 1957 року в селі Урахі Сергокалінського району Республіки Дагестан. За національністю — даргинець. Батько, Магомед Нурбагандов (1931—2016) — Заслужений учитель Дагестанської АРСР, уродженець с. Урахі.
Після закінчення середньої школи Нурбаганд навчався на фізико-математичному факультеті Дагестанського державного педагогічного університету. Трудову діяльність розпочав учителем математики Кадиркентської восьмирічної школи. Далі закінчив економічний факультет Дагестанського сільськогосподарського інституту.
З 1985 по 1991 рік працював у Сергокалинському райкомі КПРС. Потім працював начальником, заступником начальника управління податкової інспекції Сергокалинського району Дагестану. З 2008 до 2015 рік обіймав посаду директора Сергокалинської філії Россільгоспбанку.
Указом Державної Ради Республіки Дагестан Нурбаганду Нурбагандову присвоєно почесне звання: «Заслужений економіст Республіки Дагестан». З 2017 по 2021 рік обіймав посаду директора Сергокалинської загальноосвітньої школи № 2 імені Героя Росії Магомеда Нурбагандова (його сина). Член Громадської Ради Головного управління МВС Росії зі СКФО.
2021 року обраний Депутатом Державної Думи РФ VIII скликання від Республіки Дагестан. Заступник Голови Комітету Державної Думи РФ з питань освіти. Член Генеральної ради партії «Єдина Росія».

## Санкції
23 лютого 2022 року, за підтримку російського вторгнення в Україну, включений до списку санкцій Євросоюзу, оскільки «підтримував і проводив дії та політику, які підривають територіальну цілісність, суверенітет та незалежність України, які ще більше дестабілізують Україну».
24 лютого 2022 року включений до списку санкцій Канади «близьких соратників режиму» за голосування про визнання незалежності «так званих республік у Донецьку та Луганську». 24 березня 2022 року, на тлі вторгнення Росії в Україну, включений до списку санкцій США за «співучасть у війні Путіна» і «підтримку зусиль Кремля з вторгнення в Україну», Держдеп США заявив, що депутати Держдуми рф використовують свої повноваження для переслідування інакодумців та політичних опонентів, порушують свободу інформації, обмежують права людини та основні свободи громадян Росії.
Пізніше, за аналогічними підставами, включений до списку санкцій Великобританії, Швейцарії, Австралії, Японії, України та Нової Зеландії.

## Родина та діти
Син — Герой Росії Магомед Нурбагандов, доньки — Ірина та Амінат.
Дружина: Кумсіят Нурбагандова — Заслужений лікар Республіки Дагестан, лікар-терапевт та УЗД Сергокалинської ЦРЛ.
У 2016 році був прийнятий у Кремлі Президентом РФ Володимиром Путіним, де Президент повідомив про присвоєння звання Героя Російської Федерації синові, лейтенанту поліції Магомеду Нурбагандову.
9 липня 2016 року Магомед із родичами відпочивав у лісі неподалік села Сергокала. Вранці до їхнього намету підійшли п'ять озброєних людей і в грубій формі почали будити відпочиваючих. Після короткої словесної суперечки було застрелено двоюрідного брата Магомеда Абдурашіда Нурбагандова (Указом Президента РФ посмертно нагороджено орденом Мужності).
Указом президента Російської Федерації № 486 від 21 вересня 2016 року Магомед Нурбагандов був посмертно удостоєний звання Героя Російської Федерації за мужність та героїзм, виявлені при виконанні службового обов'язку.
Президент Володимир Путін на зустрічі з батьками поліцейського назвав його «справжнім героєм, справжнім чоловіком, який під загрозою смерті залишився вірним присязі, обов'язку та своєму народу».

## Нагороди та звання
- Заслужений економіст Республіки Дагестан
- Лист подяки Голови Держдуми Федеральних зборів РФ
- Громадські та відомчі медалі
- Премія МВС Росії «Працюйте брати»